# Плід несправжній

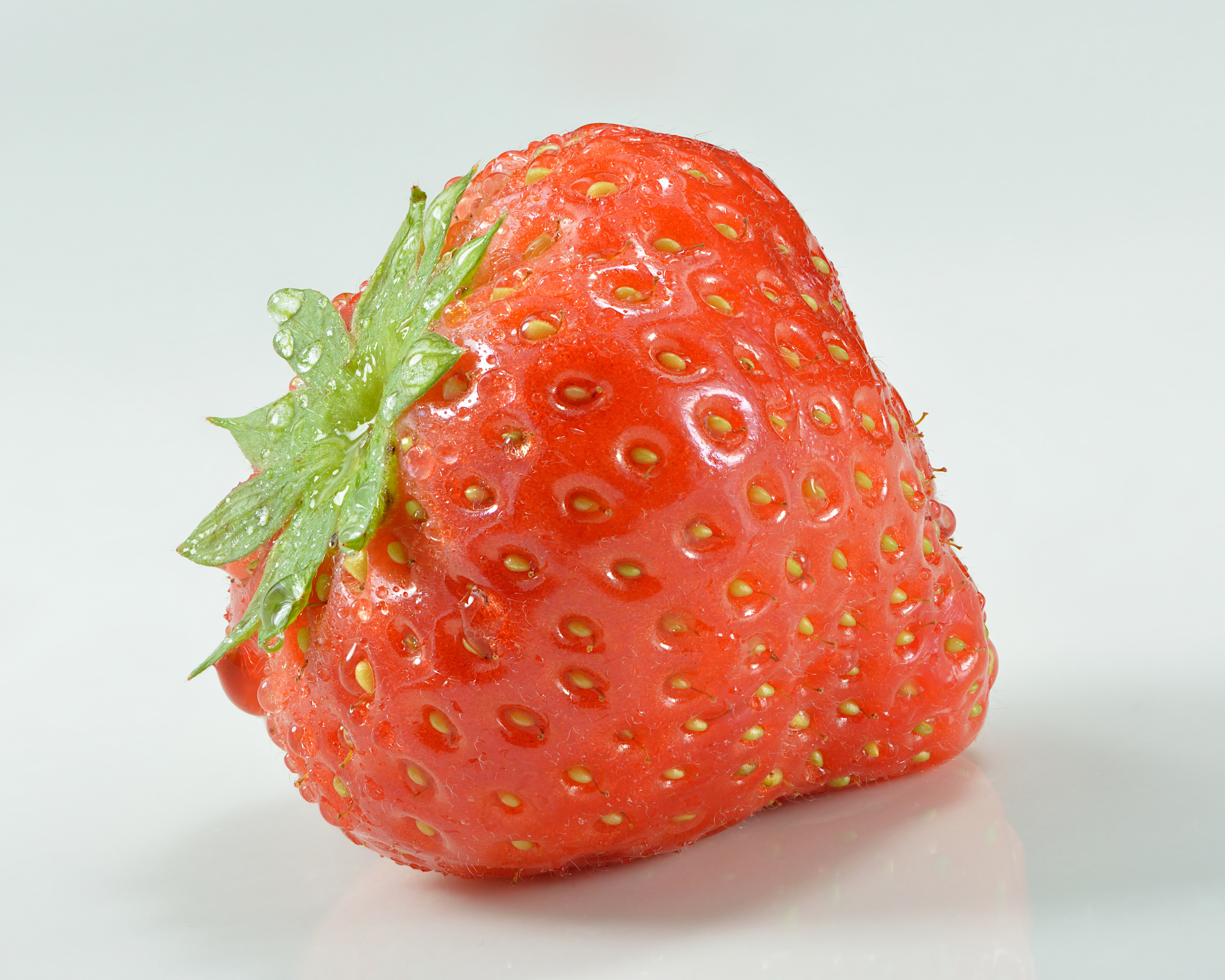
Плід несправжній (ягода несправжня) полуниці

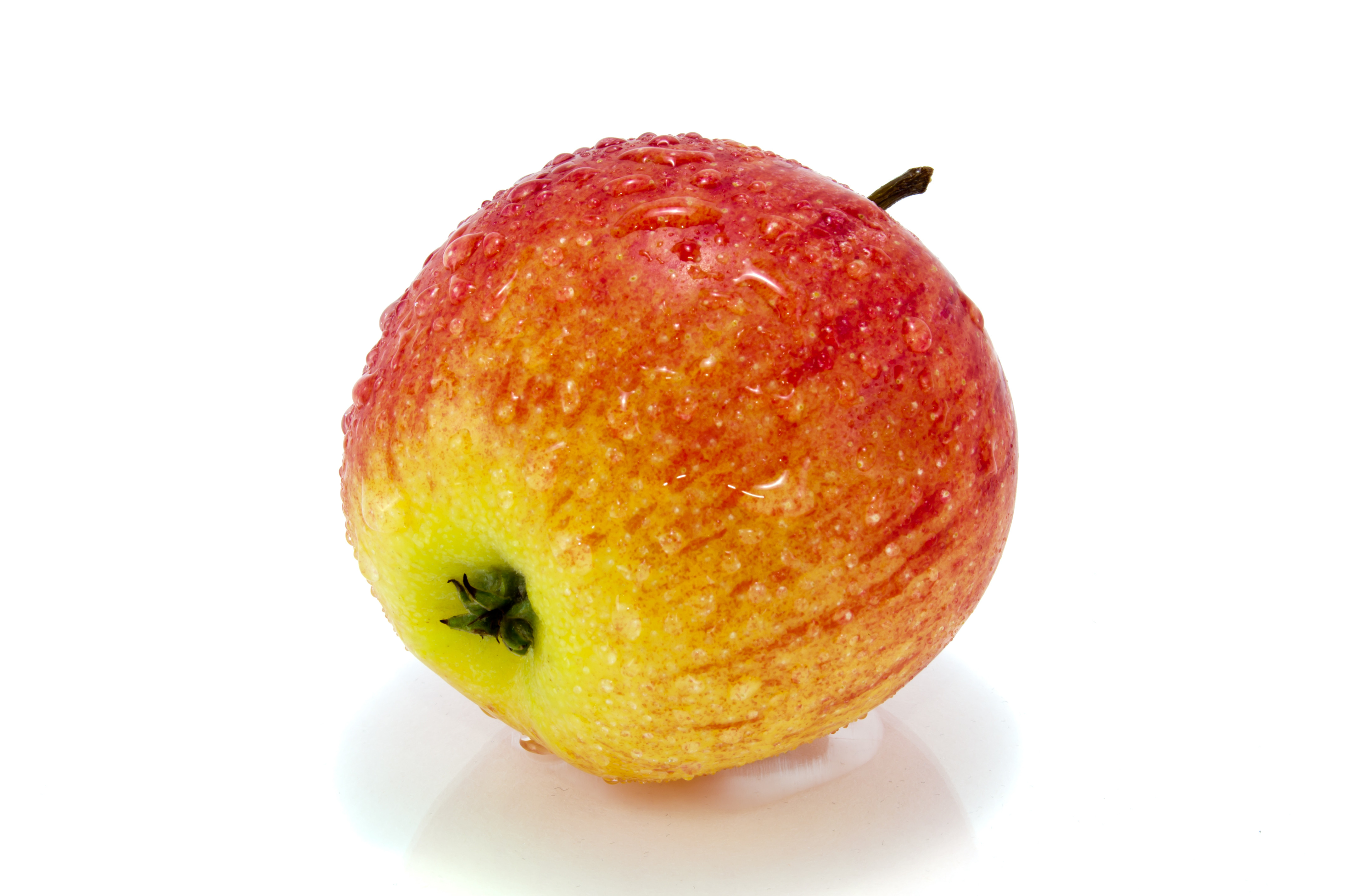
Плід несправжній (плід яблукоподібний) яблуні

Несправжній  плід (псевдоплід, лат . pseudofructus ) — орган покритонасінних рослин, що містить насіння, яке, на відміну від справжніх плодів, утворюється не лише зі стінок зав’язі маточки, а й з інших частин квітки. Найчастіше розвивається з розширеного м'ясистого дна квітки, рідше з оцвітини або приквітки. Один несправжній плід походить від одніє квітки з багатьма зав'язями.
Несправжні плоди найчастіше зустрічаються у представників сімейства розоцвітих :
- у полуниці або лісової суниці це несправжня ягода, багатогорішок, що містить численні та маленькі справжні плоди ( горішки ), розташовані на опуклій соковитій основі квітки;
- у малини псевдоплід — це плід багатокістянка, утворений злиттям численних дрібних кістянок, розташованих на загальній, також мускулистій основі квітки;
- у яблуні, груші та горобини це яблукоподібні плоди зі стінкою зав'язі, зрощеної з м'язистим гіпантієм ;
- несправжні лоди також у троянди : численні справжні плоди - горіхи, вкриті м'язистим червоним гіпантієм ;
- у дубів несправжній плід ( жолудь ) складається з насіння та чашечки, утвореної із зрослих дерев’янистих приквітків.

## Див.також
- Плід